# Vanessa carmencitai
Vanessa carmencitai är en fjärilsart som beskrevs av Fernandez Vidal 1979. Vanessa carmencitai ingår i släktet Vanessa och familjen praktfjärilar. Inga underarter finns listade i Catalogue of Life.